# オレンジライン (サウンド・トランジット)
オレンジライン（英語: Orange Line）は、アメリカ合衆国・ワシントン州の都市であるタコマに存在する路面電車。シアトル都市圏の公共交通を管理するサウンド・トランジットが運営しており、2003年の開通から2019年9月までは「タコマリンク」（Tacoma Link）という愛称だった。2022年以降は「T線」が公式名称である。

## 歴史

### 開業まで
アメリカ西海岸に沿った港町・タコマには、20世紀初頭まで大規模な路面電車網が存在し、シアトルと接続するインターアーバン系統も存在していたが、モータリゼーションの進展により1930年代までに全路線とも廃止となった。再度タコマに路面電車を建設する動きが始まったのは1990年代、交通渋滞の解消や中心市街地の活性化を目的に、シアトル都市圏の公共交通網を運営するサウンド・トランジットにより提案された事が契機である。当初は従来の路面電車よりも高規格であるライトレールでの建設が計画されていたが予算面が問題となり中止され、その後より少ない予算で建設可能な路面電車（ストリートカー）として見直しが行われ、他のプロジェクトと共に1996年に承認された。

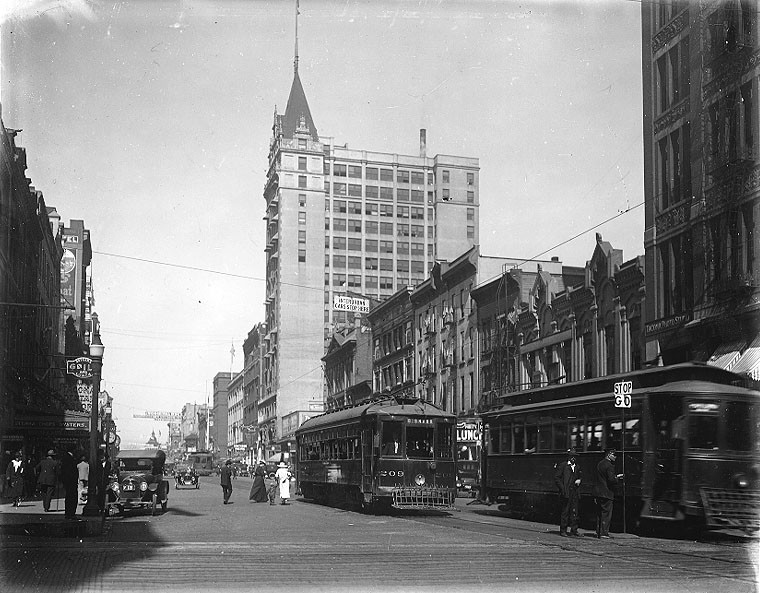
かつてタコマに存在した旧来の路面電車路線（1919年撮影）

プロジェクト設立当初の予想費用は5千万ドルと見積もられていたが、歩道の整備を始めとする周辺エリアの開発に関する追加予算の結果、最終的には8040万ドルに増加した。計画当初は全線複線での開業が予定されていたが、自動車の往来の支障になる事が懸念された結果、一部区間は単線で敷設される事となった。建設は2001年から始まり、2年後の2003年8月22日から営業運転を開始し、ワシントン州全体における初の近代的な路面電車路線となった。

### 開業後
開業前は懐疑的な意見も多く、計画決定時の住民投票でも賛成が56％、反対が44％という僅差であったタコマの路面電車“タコマリンク”であったが、利用客は開業から1年後の2004年12月に100万人を突破し、当初の予想を遥かに超える実績を記録した。更に路面電車を軸とした再開発により都市中心部にも活気が戻り始め、それまで治安の悪化により見られなかった歩行者が増加するなどの相乗効果も見られるようになった。
その後も利用客促進のため様々な策が講じられており、2011年9月15日には通勤客の利便性を高めるため、新たな電停であるコマース通り/南11番通り電停（Commerce Street/South 11th Street）が開業した。また、2019年にサウンド・トランジットが運営する公共交通路線の系統名を色によって区別する形に改められたのに合わせ、同年9月21日以降タコマリンクは橙色で示される“オレンジライン”に名称が変更された。

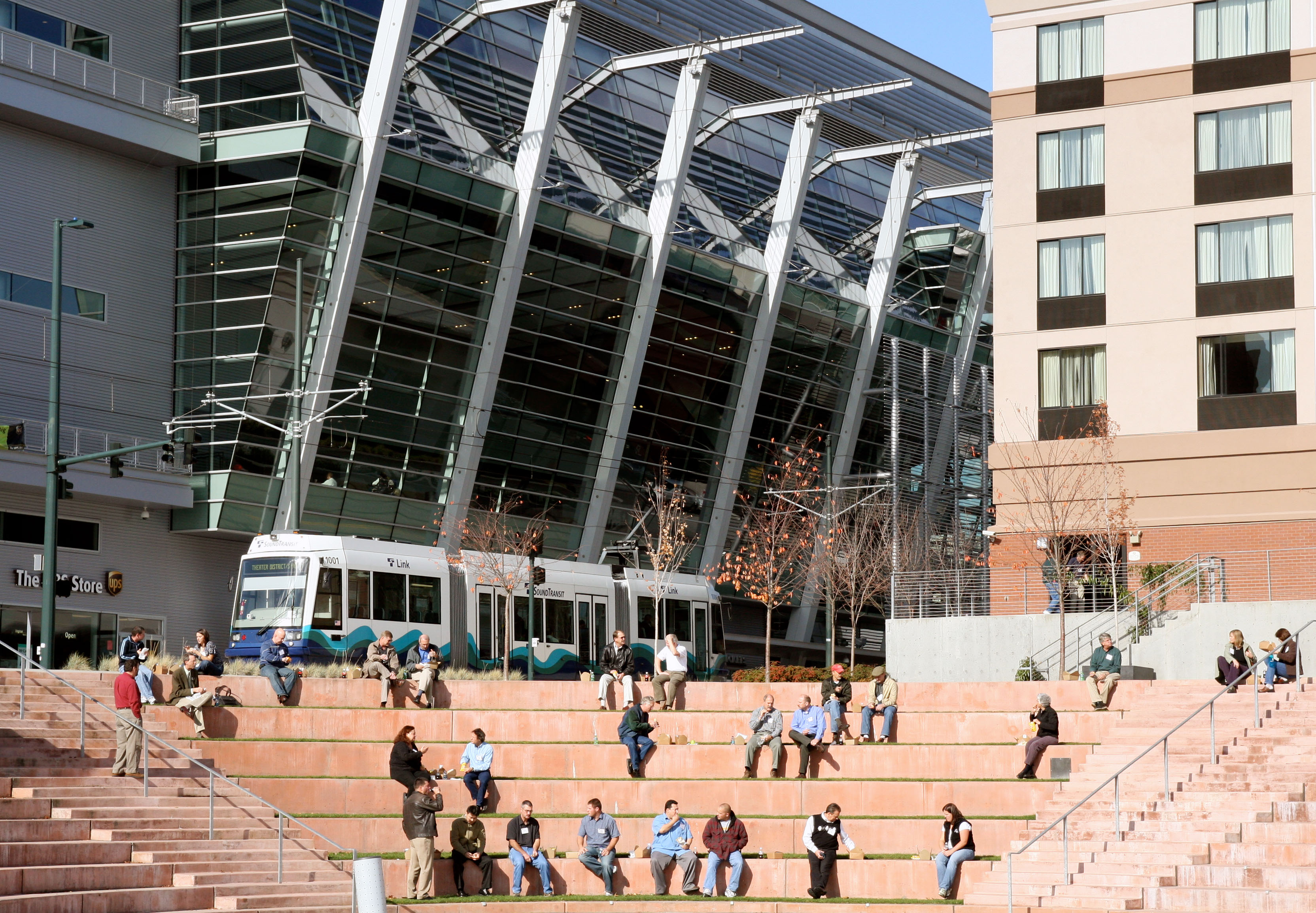
コンベンション・センター付近を走る電車（2007年撮影）
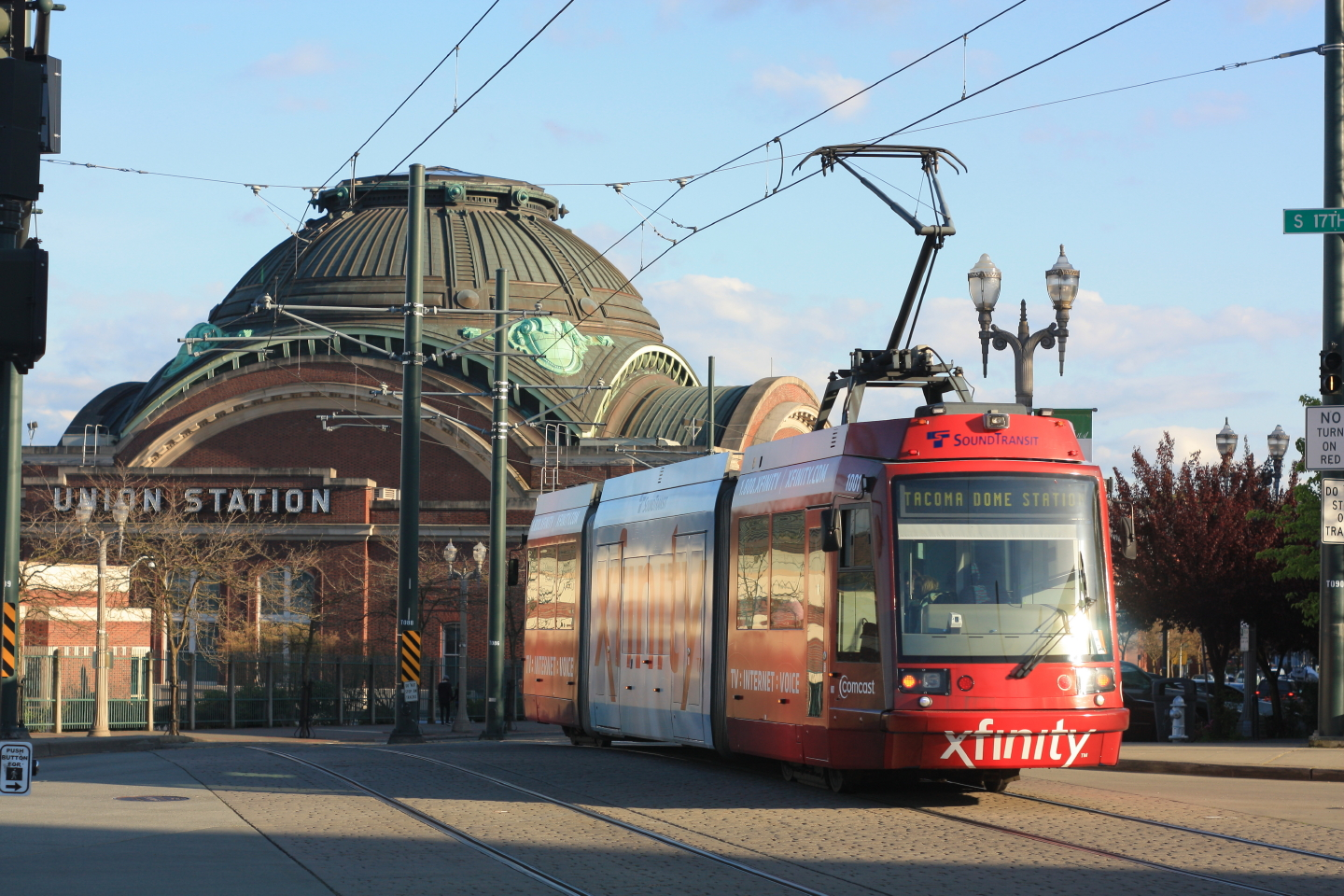
旧ユニオン駅付近を走る電車（2010年撮影）

### 延伸計画
開業時の北部の終端であったシアター・ディストリクト/南9番通りから路線を延長し、スタジアム地区やヒルトップ地区を結ぶ、総延長3.9 km（2.4 マイル）の延伸工事が2018年から行われている。開業予定は2022年で、7箇所の電停が設置され列車の運転間隔も10分に変更される他、車庫も移転したうえで現在の規模から拡張することが計画されている。加えて2039年までにそこから更に延伸しタコマ・コミュニティ・カレッジ方面へ7.08 km（4.4 マイル）の路線を建設する計画が存在しており、6箇所の電停が設置される他、運転間隔も最短6分に短縮されることとなっている。

### 運賃について
オレンジライン（タコマリンク）は2019年現在運賃無料の路線として運行され、財源にはタコマ市における売上税が充てられている。だがこの施策に関しては開業前から賛否の意見が多数存在していた他、2000年代後半以降の景気後退により路面電車に運賃を適用する事が検討されるようになり、試験的に2013年9月から1ドル、翌2014年から2016年にかけて1.5ドルの運賃が設けられた事もあった。
以降は補助金による運賃無料が維持されたが、2022年に予定されている路線延長に合わせて本格的な運賃が導入される事が決定しており、料金は大人は1.5ドル、高齢者および障害者は75セントを予定している。

## 運行
2019年時点のダイヤは平日、土曜。日曜・祝日の3種類が存在し、平日は早朝・夜間が24分、それ以外は12分間隔、土曜は全日12分間隔、日曜・祝日は24分間隔で運行する。また日曜・祝日は運行時間が短く、始発列車は9 - 10時、最終列車は17 - 18時に始発駅を出発する。前述の通り2022年までは全線無料で利用できるが、それ以降は運賃が必要となる。

### 電停
オレンジ・ラインの電停はタコマに在住する芸術家によって設計が行われたのが特徴である。例えばシアター・ディストリクト/南9番通り電停は全体を劇場の舞台に見立てたデザインになっており、ユニオン駅/南19番通り電停の屋根は港町であるタコマを意識した船体をモチーフとした意匠が織り込まれている。また、タコマドーム以東には車庫へ延びる線路が存在し、乗客の利用は出来ない
| 画像 | 電停名                                                                    | 開業年月      | 接続路線、備考                                                                            |
| ---- | ------------------------------------------------------------------------- | ------------- | ----------------------------------------------------------------------------------------- |
|      | タコマドーム駅                                                            | 2003年8月22日 | サウンダー・コミューター・レール（鉄道） サウンド・トランジット・エクスプレス（急行バス） |
|      | 南25番通り （South 25th Street）                                          | 2003年8月22日 |                                                                                           |
|      | ユニオン駅/南19番通り （Union Station/South 19th Street）                 | 2003年8月22日 |                                                                                           |
|      | コンベンションセンター/南15番通り （Convention Center/South 15th Street） | 2003年8月22日 |                                                                                           |
|      | コマース通り/南11番通り （Commerce Street/South 11th Street）             | 2011年9月15日 |                                                                                           |
|      | シアター・ディストリクト/南9番通り （Theater District/South 9th Street）  | 2003年8月22日 |                                                                                           |

## 車両

### 現有車両

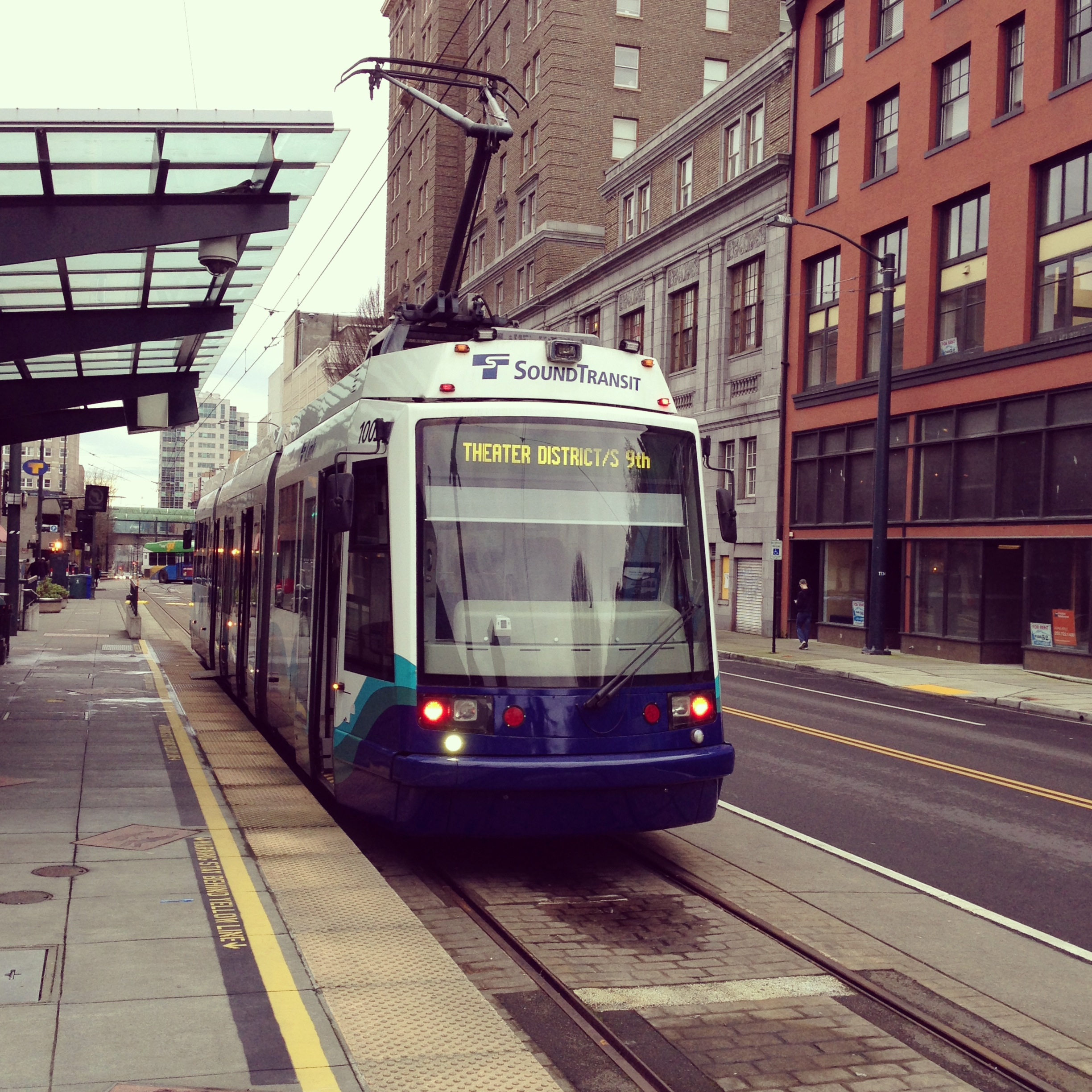
シュコダ 10T

オレンジライン（旧：タコマリンク）は、開業にあたりチェコの鉄道車両メーカーであるシュコダ・トランスポーテーションが展開する超低床電車のシュコダ10Tを3編成（1001-1003）導入している。編成は両運転台式の3車体連接式で、中間のフローティング車体が低床構造となっている。

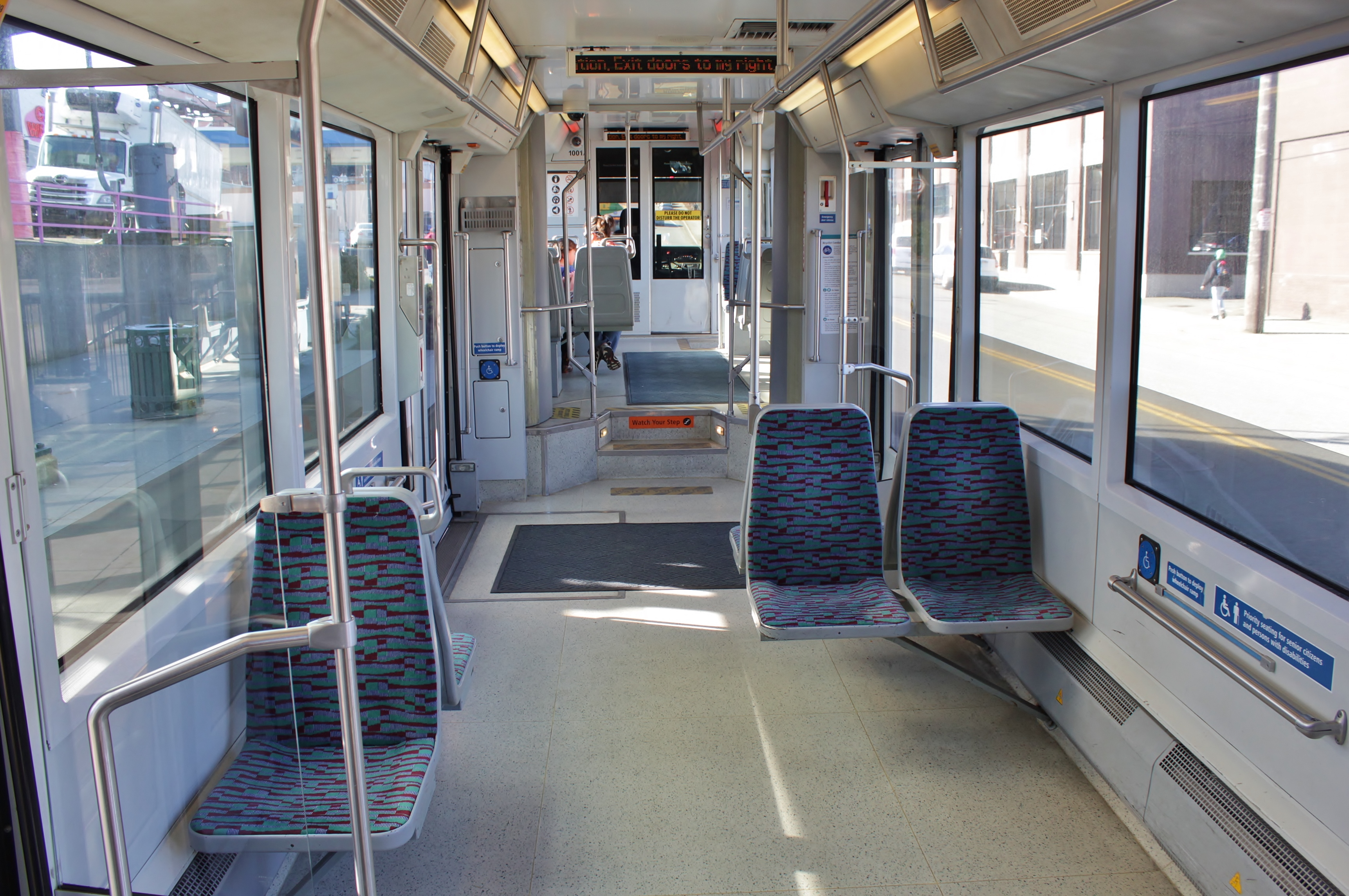
車内 両端の車体は高床構造である
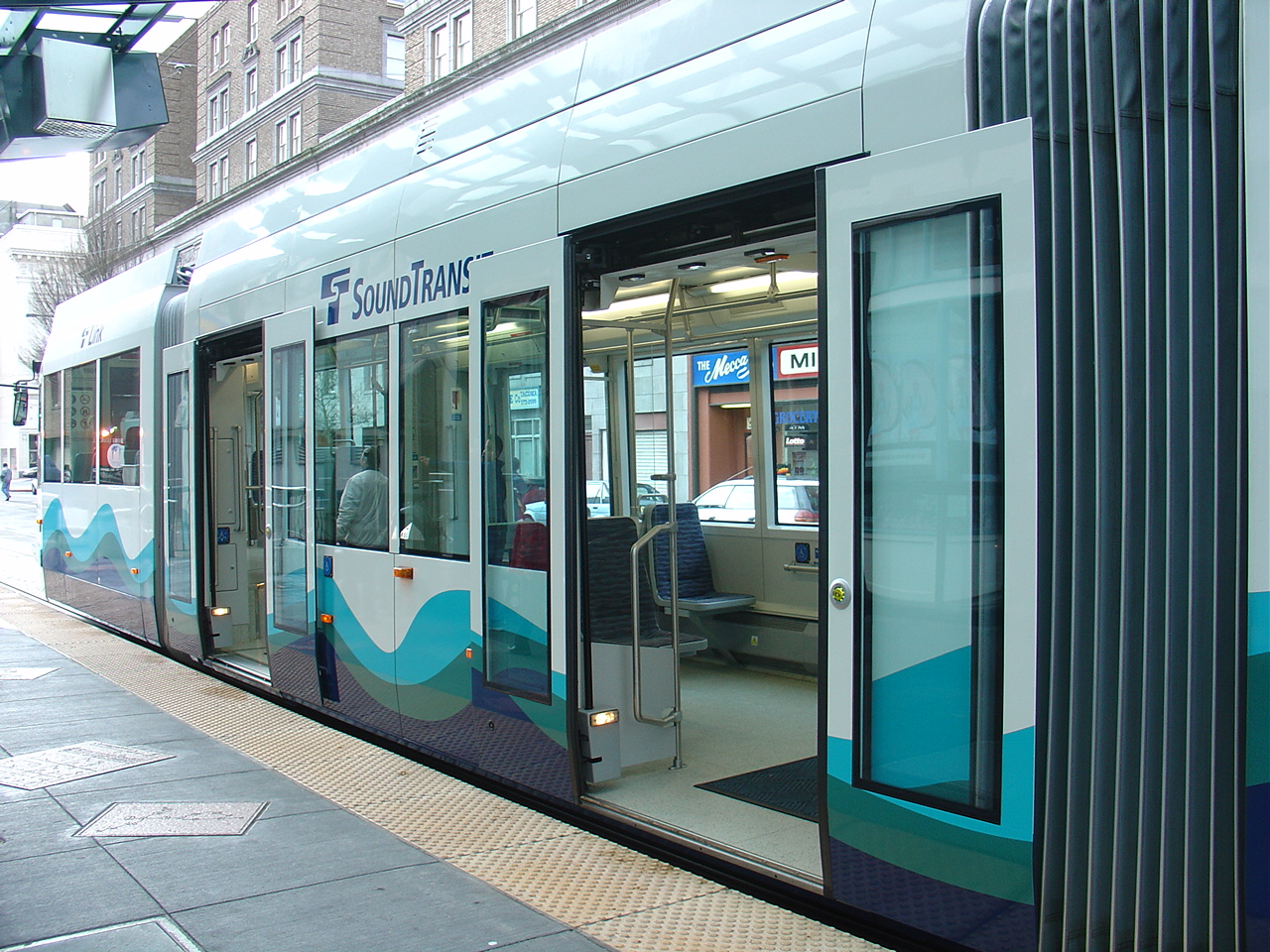
中間車体には乗降扉が2箇所設置されている
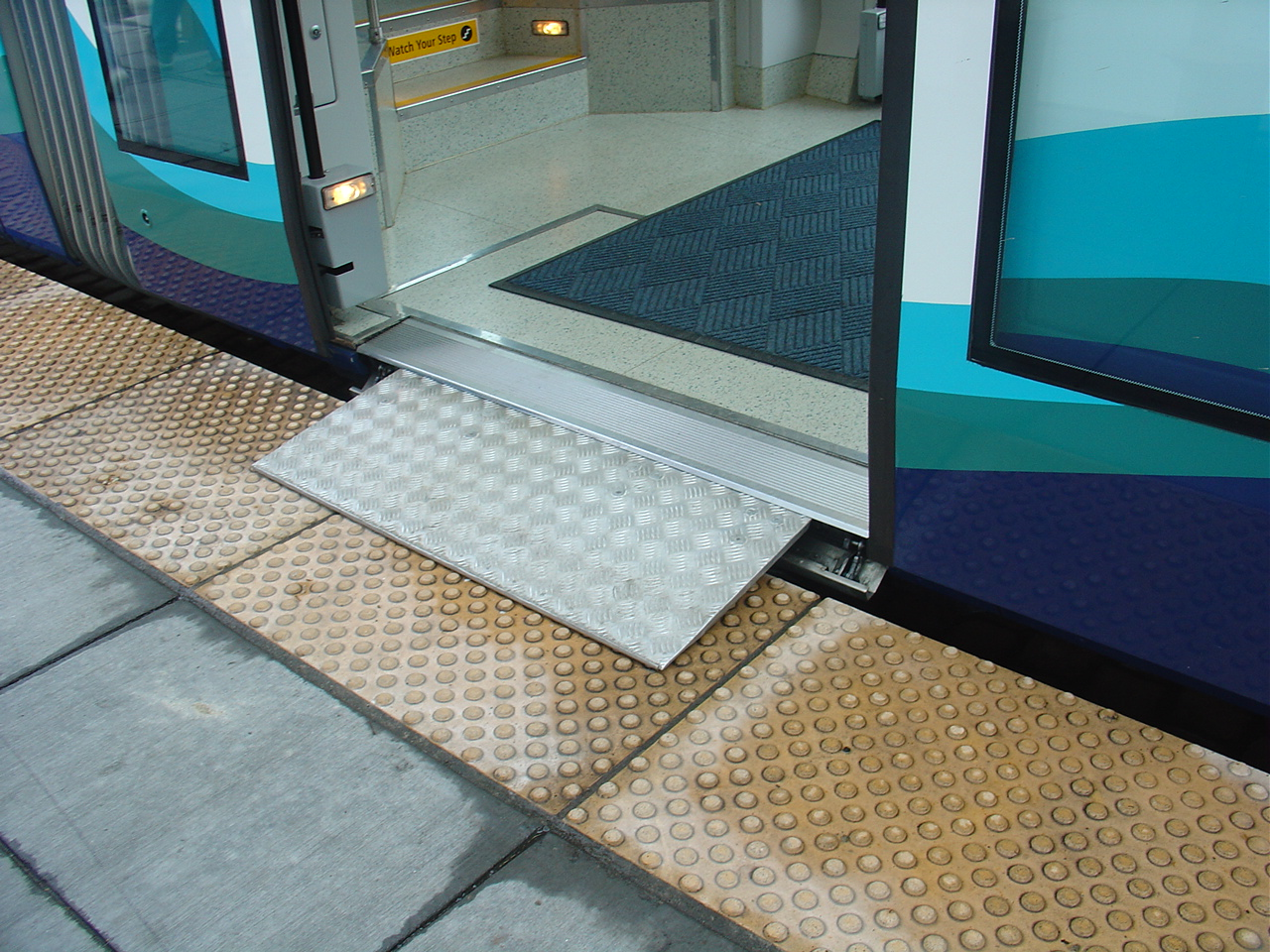
乗降扉下部に搭載されている車椅子用の収納式スロープ
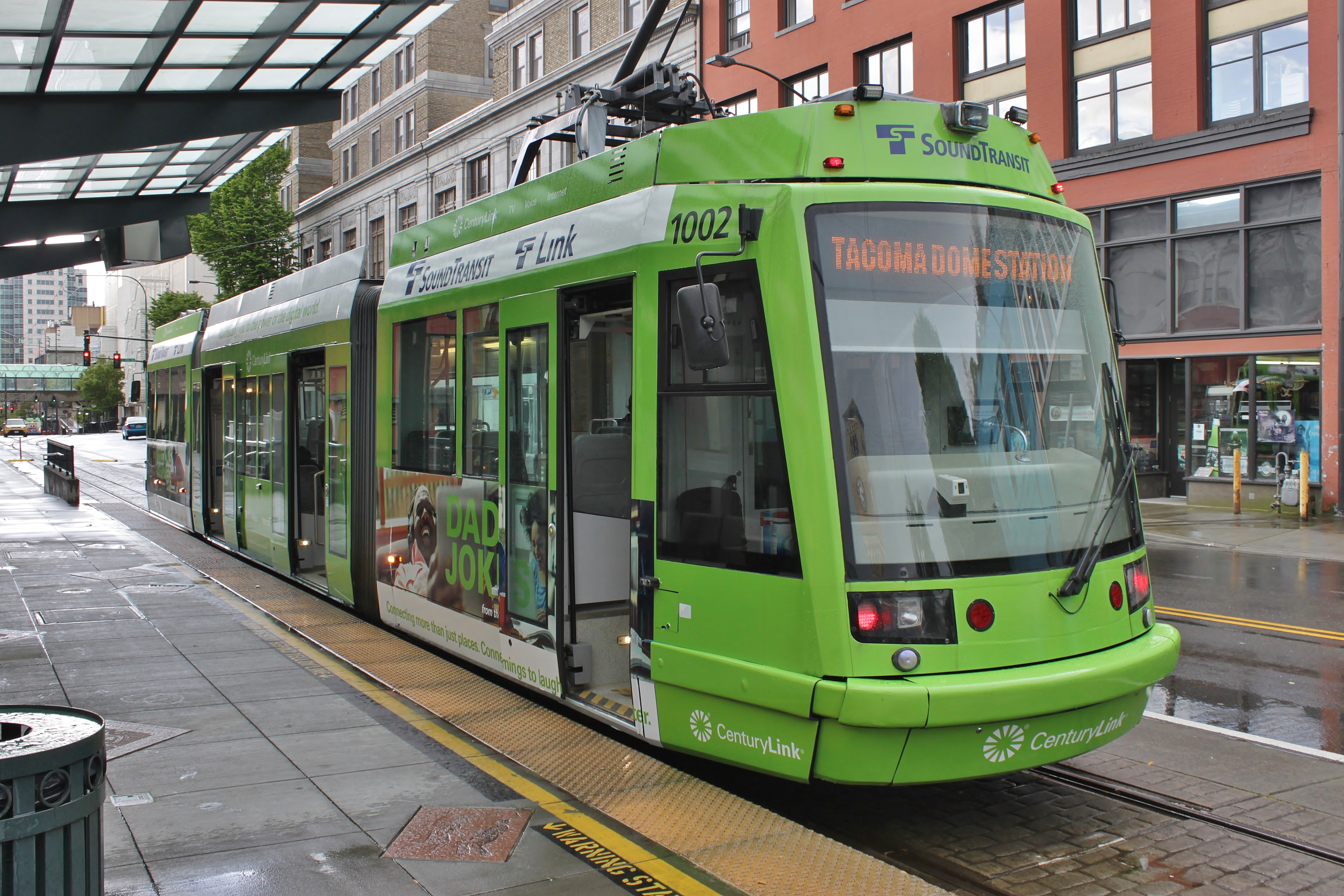
全面広告塗装（2017年撮影）

### 導入予定の車両
2022年以降の路線延長に合わせ、サウンド・トランジットはブルックビル・エクイップメント・コーポレーションが展開する超低床電車のリバティを導入する事が決定している。契約には発注分の5編成に加えオプションとして更に5編成の追加発注分が含まれている。

## 関連項目

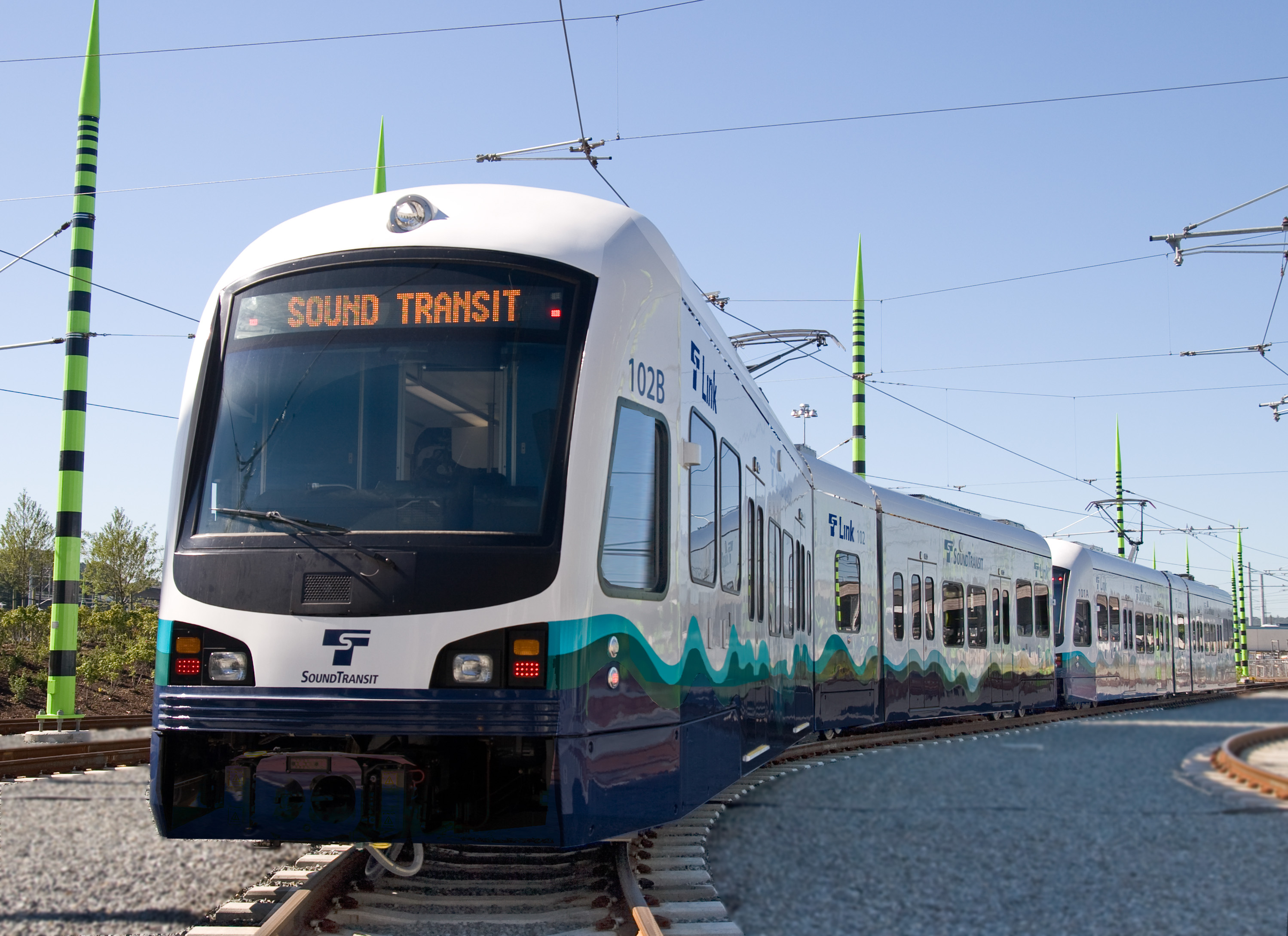
1号線（旧：セントラル・リンク）（ライトレール）
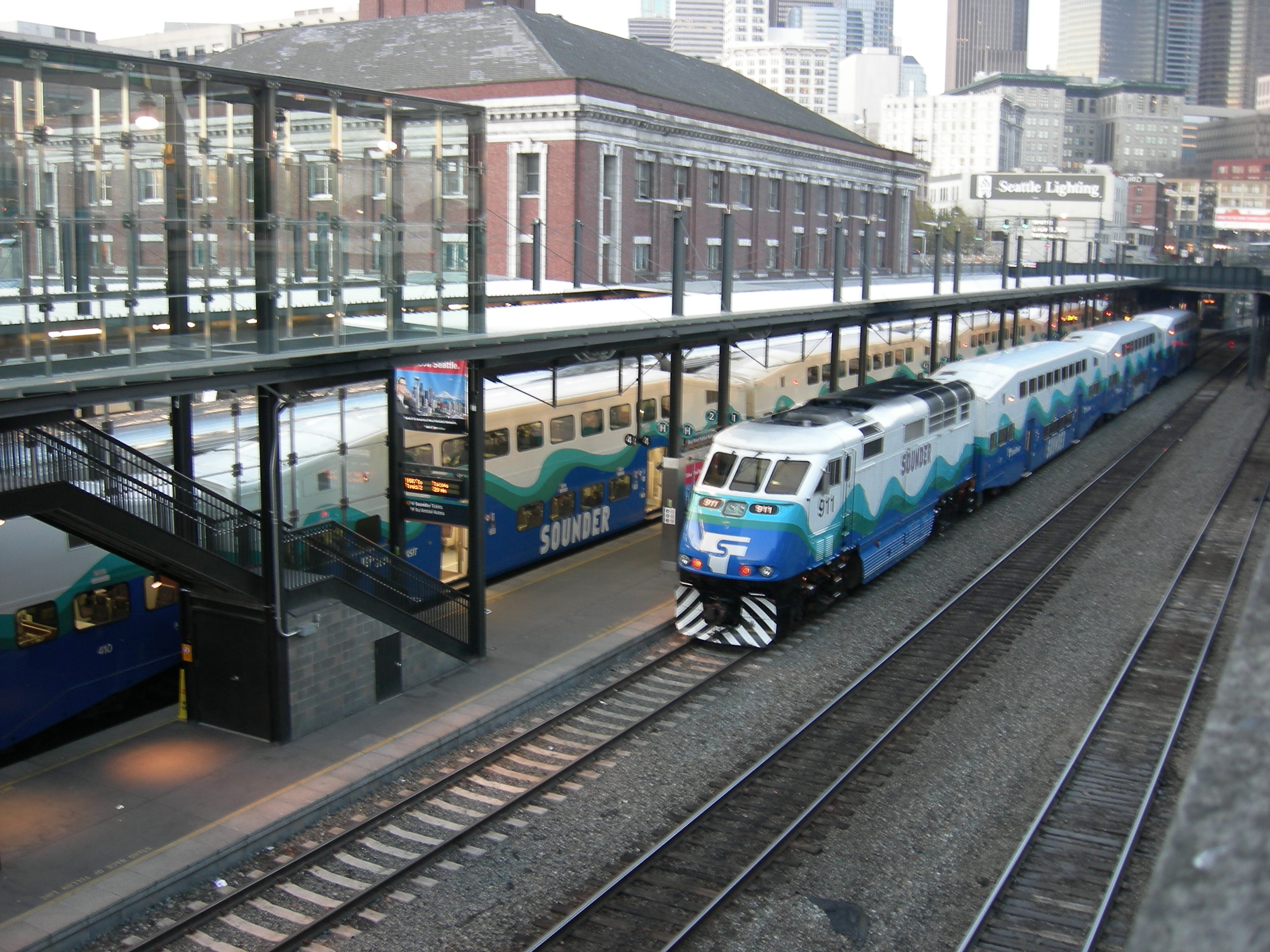
サウンダー通勤鉄道（通勤鉄道）

## 参考資料
- 三浦幹男, 服部重敬, 宇都宮浄人 (2008-6-10). 世界のLRT(Light Rail Transit) 環境都市に復権した次世代交通. JTBキャンブックス. JTBパブリッシング. ISBN 978-4533071997

- 宇都宮浄人, 服部重敬 (2010-12-16). LRT－次世代型路面電車とまちづくり－. 交通ブックス. 成山堂書店. ISBN 978-4425761814